# 维利耶勒莫里耶
维利耶勒莫里耶（法語：Villiers-le-Morhier，法語發音：[vilje lə mɔʁje]）是法国厄尔-卢瓦省的一个市镇，属于德勒区。

## 地理
维利耶勒莫里耶（48°37'16"N, 1°33'44"E）面积10.39 平方千米，位于法国中央-卢瓦尔河谷大区厄尔-卢瓦省，该省份为法国北部内陆省份，北起顺时针与厄尔省、伊夫林省、埃松省、卢瓦雷省、卢瓦-谢尔省、萨尔特省和奧恩省接壤。
与维利耶勒莫里耶接壤的市镇（或旧市镇、城区）包括：库隆、曼特农、诺让勒鲁瓦、皮埃尔、圣吕西安、圣马丹德尼热勒、瑟南特。

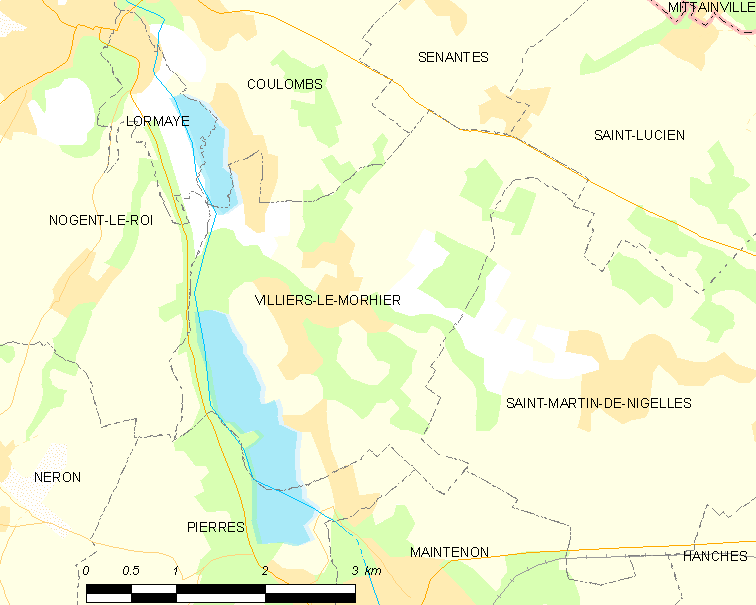
维利耶勒莫里耶的OSM定位图

维利耶勒莫里耶的时区为UTC+01:00、UTC+02:00（夏令时）。

## 行政
维利耶勒莫里耶的邮政编码为28130，INSEE市镇编码为28417。

## 政治
维利耶勒莫里耶所属的省级选区为埃佩尔农县。

## 人口

1962-2008年间维利耶勒莫里耶人口变化图示

维利耶勒莫里耶于2022年1月1日时的人口数量为1359人。